# Neue Rheinische Zeitung
La Neue Rheinische Zeitung (« Nouvelle Gazette rhénane » en français) est le nom d'un quotidien allemand publié par Karl Marx à Cologne entre 1848 et 1849 ainsi que d'une revue mensuelle publiée par Marx à Londres en 1850.
C’est également le nom d’un journal en ligne allemand fondé en 2005.

## Histoire
Son nom se réfère à une précédente publication, la Rheinische Zeitung (Gazette rhénane), fondée le 1er janvier 1842 à Cologne par des bourgeois radicaux, proches des Hégéliens de gauche. Ce journal avait une ligne éditoriale démocrate radicale et réformiste, et offrait une tribune vient de plus en plus révolutionnaire. Il y fit la connaissance d’Engels. Le journal fut interdit par le gouvernement prussien en avril 1843.
Marx s’installe à Paris. Son expulsion en 1845 le mène à Bruxelles. Au printemps 1847, Marx et Engels adhèrent à une organisation clandestine, la Ligue des communistes. En 1848, Marx et Engels rédigent Le Manifeste du parti communiste, qui est publié juste avant la révolution de Février.
Après l'éclatement de la Révolution bourgeoise en France (révolution de Février) et des États de la ligue allemande (révolution de Mars), Marx quitte la Belgique (sous le coup d’une expulsion) pour Paris puis l'Allemagne en avril 1848, où il fonde la Neue Rheinische Zeitung, destinée à représenter le point de vue du prolétariat dans les mouvements populaires de 1848.
La Neue Rheinische Zeitung, Organ der Democratie (organe de la démocratie), publiée à Cologne, qui faisait alors partie de la Prusse (province du Rhin), entama sa parution 1er juin 1848, pratiquement sans aucune ressource financière. Le journal traitait de questions sociopolitiques et internationales.
L’équipe éditoriale se composait de Karl Marx, rédacteur en chef, ainsi que Heinrich Bürgers (de), Ernst Dronke (de), Friedrich Engels, Georg Weerth, Ferdinand Wolff (de) et Wilhelm Wolff, tous membres de la Ligue des communistes. Friedrich Engels collabora au journal comme rédacteur en écrivant des articles essentiels.
Tout au long de la vie du journal, les éditeurs ont été menacés de poursuites judiciaires et d’expulsion en raison de leur nationalité non prussienne. Marx comparait deux fois devant la justice, le 7 février 1849, à cause d’un délit de presse, et le 8 pour incitation à la résistance armée contre le gouvernement. Il fut acquitté à chaque fois.
Le tirage atteint 5 000 copies en septembre 1848, lorsque l’état de siège de Cologne interrompt la parution. Elle reprend à la mi-octobre. Ferdinand Freiligrath rejoint le journal.
Marx et Engels utilisent ce journal pour publier leur analyse sur le vif des évènements de juin 1848 en France (Journées de Juin), ainsi que sur les épisodes révolutionnaires en Europe, notamment en Allemagne. Des textes majeurs paraissent dans la Neue Rheinische Zeitung, comme Travail salarié et Capital en avril 1849.
301 numéros seront publiés entre juin 1848 et 19 mai 1849, date à laquelle le journal est fermé par les autorités, alors que Cologne est de nouveau en état de siège. Il y a alors 6 000 abonnés. Les derniers mots du journal (imprimés à l’encre rouge) sont destinés aux travailleurs de Cologne : « émancipation de la classe ouvrière ! »
Marx se réfugie à Paris, puis à Londres après la manifestation du 13 juin 1849, où il s’installe définitivement.
À partir de 1850, Marx fonde une revue mensuelle du même nom, La Neue Rheinische Zeitung (Politisch-ökonomische Revue) (revue économique et politique) à Hambourg. L’intention de Marx est de poursuivre l’œuvre politique et théorique du journal de Cologne. Sa publication commence à Londres en mars 1850. Six numéro sortiront.
Dans cette revue apparaîtront Les Luttes de classes en France (n°1-4), où Marx analyse a posteriori les évènements de 1848, et La Guerre des paysans allemands (Engels, 1850, n°5-6).
Après l’expérience de la revue, Marx se consacre à l’étude systématique de la structure économique de la société.
Un journal en version électronique du nom de Neue Rheinische Zeitung fut créé par le journaliste et cinéaste Peter Kleinert (de) en 2005.